# Sorans-lès-Breurey
Sorans-lès-Breurey – miejscowość i gmina we Francji, w regionie Burgundia-Franche-Comté, w departamencie Górna Saona.
Według danych na rok 1990 gminę zamieszkiwało 250 osób, a gęstość zaludnienia wynosiła 17 osób/km² (wśród 1786 gmin Franche-Comté Sorans-lès-Breurey plasuje się na 498. miejscu pod względem liczby ludności, natomiast pod względem powierzchni na miejscu 216.).